# Ariane 4
L'Ariane 4 és una família de vehicles de llançament dissenyats i produïts per l'Agència Espacial Europea dins del programa Ariane i comercialitzat per la seva subsidiària, Arianespace.

## Característiques
El coet tenia capacitat de col·locar fins a un màxim de 4.800 kg en òrbita de transferència geoestacionària, superant els 1.700 kg de la seva versió anterior, l'Ariane 3. El seu rècord està en 4.946 kg.
Les mides de la seva versió bàsica eren 58,4 m d'alçada, i un diàmetre de 3,8 m. La potència principal de propulsió provenia de 4 propulsors Viking 5, produint una força de 667 kN. En la segona fase el coet tenia un sol propulsor Viking, i en la darrera fase, tenia un HM7 amb oxigen i hidrogen líquid.

## Història operativa
El seu desenvolupament es va iniciar l'any 1983, i el primer llançament amb èxit fou el 15 de juny del 1988. El sistema es va convertir en la pedra angular del llançament de satèl·lits europeus, amb una alta fiabilitat aconseguit 113 llançaments reeixits i només 3 fracassos.
L'Ariane 4 fou retirat en favor de l'Ariane 5, que pot transportar càrregues més pesants. El seu darrer llançament fou el 15 de febrer del 2003, col·locant l'Intelsat 907 en òrbita geosíncrona.